# Лермонтово (Краснодарский край)
Лермонтово (в устной речи Ле́рмонтовка) — село в Туапсинском районе Краснодарского края.
Входит в состав Тенгинского сельского поселения.

## География

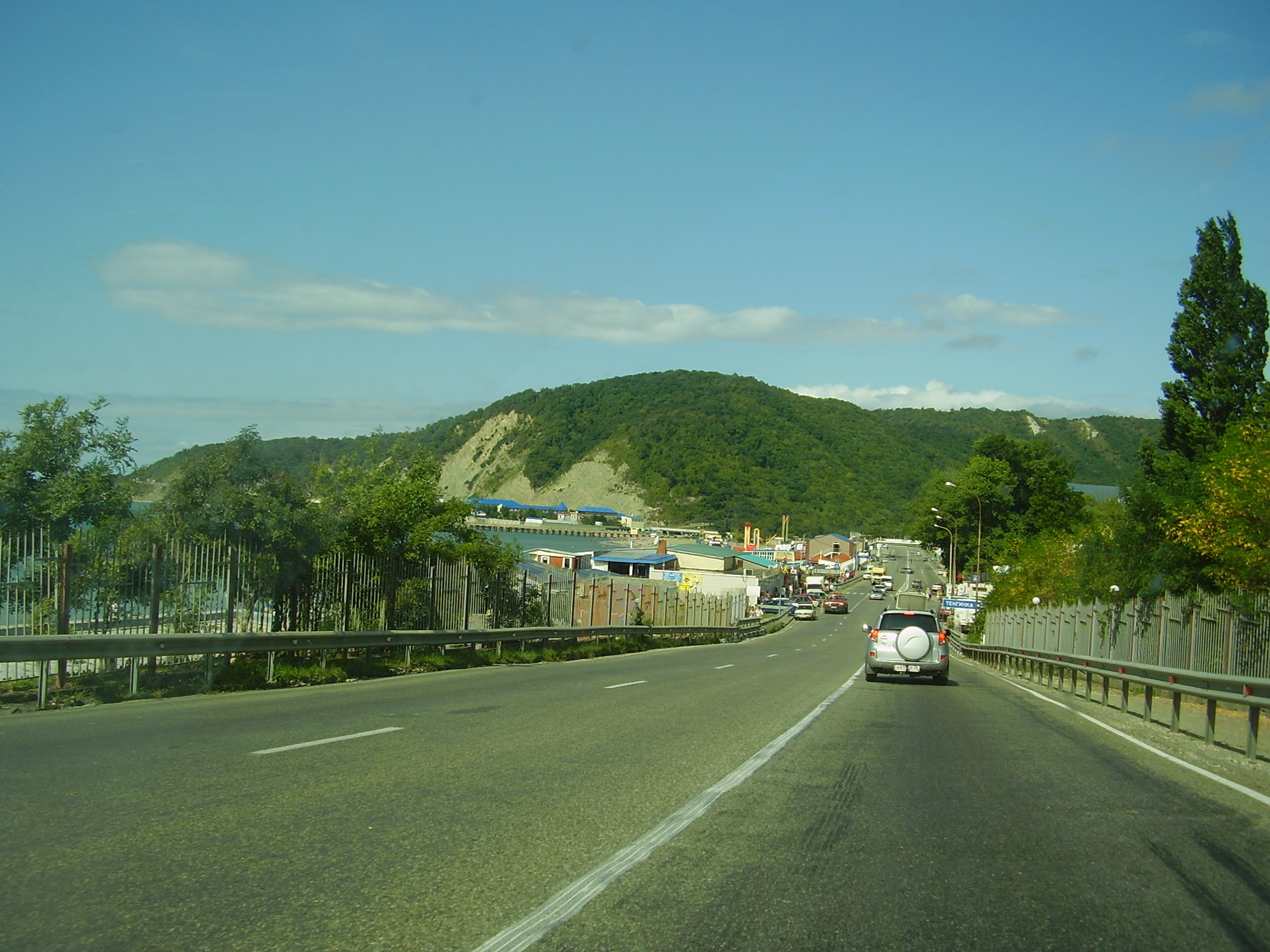
Вид на Лермонтово с трассы Туапсе-Новороссийск, сентябрь 2009

Село расположено на побережье Тенгинской бухты Чёрного моря в устье реки Шапсухо, длина которой составляет более сорока километров, в 5 км восточнее Джубги на автотрассе «Туапсе—Новороссийск». В 4 км выше по течению расположено село Тенгинка.
Река Шапсухо интересна тем, что это едва ли ни единственная река на побережье Туапсинского района, устье которой круглый год открыто в море и никогда не закрывается, как другие реки, галечными валами, которые образуются штормами. Река течёт в межгорной долине. Выше села Тенгинка долину реки практически не затронула урбанизация и русло реки сохраняет своё естественное происхождение.

## История
С 1475 года местность, вместе со всем Северным Причерноморьем, перестала быть независимой и вошла в состав Османской империи. В 1829 году перешла России после заключения Адрианопольского мира, после чего в условиях Кавказской войны на месте аула Шапсухо (адыг. Шапсыгъэ) возник один из опорных пунктов Черноморской береговой линии — Тенгинское укрепление.
В 1854 году Тенгинское укрепление было «снято» после бомбардировки Новороссийска в условиях Крымской войны и возникновения явной угрозы со стороны господствовавшего в Чёрном море англо-французского флота.
Современное село названо в честь поэта Михаила Лермонтова, поручика Тенгинского пехотного полка, который сам так и не добрался до этого места. Тенгинский полк десантировался и стоял гарнизоном в укреплении Тенгинское, построенном в 1838 году в устье реки Шапсухо.
Село зарегистрировано в списках населённых пунктов решением Краснодарского крайисполкома от 24 сентября 1958 года. На 1 января 1987 года в селе Лермонтово проживало 605 человек.

## Население
| 1999 | 2002  | 2010  |
| ---- | ----- | ----- |
| 1143 | ↘1008 | ↗1122 |

## Экономика
В селе расположены различные пансионаты, и на данный момент Лермонтово является достаточно развитым и полноценным курортом.
В летнее время отдыхающих сюда привлекают песчаные пляжи Тенгинской бухты. Вся местность Лермонтово максимально преобразилась: построено огромное количество гостиничных и развлекательных комплексов, аквапарков, лечебно-оздоровительных центров.

## Русская православная церковь
Храм в честь святой блаженной Ксении Петербургской. Освящён 26 декабря 2021 года.